# Эротический хоррор
Эротический хоррор (эротика ужаса или тёмная эротика) — это термин, применяемый к художественным произведениям, в которых чувственные или сексуальные образы смешаны с ужасающими подтекстами или элементами рассказа ради сексуального возбуждения. Этот жанр наиболее распространён в литературе и кино.
Эротические фильмы ужасов — краеугольный камень испанского ужаса.
Исследователи отмечают, что немотивированные секс, насилие и страх, беспричинная эмоция — объединяющие категории, которыми используют при проявлении «чувственного» в порнографии, фильмах ужасов и мелодрамах.
Современные культурологи классифицируют данный жанр как «телесный жанр».
В России известны следующие авторы: Илья Соколов, Андрей Гелецкий, Дмитрий Манасыпов. В литературе в России появился в 90-е годы.

## Культовые фильмы
Главным режиссером этого жанра считается Хесус Франко, который снял более сорока фильмов в период с 60-х по 70-е годы. В Италии этот жанр зародился после огромного успеха готического хоррора, но главным автором, который занимался этим жанром, был Джо д’Амато .
Среди множества созданных фильмов наиболее важными, ставшими культовыми, являются «Террор на острове любви» , «Коранг — ужасающий человеческий зверь» , «Эротические ночи живых мертвецов» , с Джорджем Истмэном в главной роли, борющимся с зомби, жаждущими желания заняться любовью; «Дочери тьмы» , фильм, приправленный множеством сцен эротики и ужаса с вампирами в главных ролях;« Юджени» , вероятно, первый фильм, породивший этот поджанр. Также к первым эротическим фильма ужасов можно отнести «Длинные волосы смерти " Антонио Маргерити с некоторыми обнаженными сценами Барбары Стил. В Италии этот жанр исчез только в начале 80-х годов, где затем перешел в итальянскую эротическую комедию.

## Примечание
1. ↑  Sipos, Thomas M. Horror Film Aesthetics: Creating the Visual Language of Fear. — McFarland, 2014. — P. 27. — ISBN 9780786458349.
2. ↑  Benshoff, Harry M. A Companion to the Horror Film. — John Wiley & Sons, 2014. — P. 380. — ISBN 9781118883495.
3. 1 2  Уильямс Линда. Телесные фильмы: гендер, жанр и эксцесс // Философско-литературный журнал «Логос». — 2014. — Вып. 6 (102). — ISSN 0869-5377.